# Glerá
O rio Glerá (em islandês, rio de vidro) é um rio localizado no norte da Islândia. Nasce nas geleiras das montanhas da península Tröllaskagi, e também escoa água resultante do derretimento de gelo do vale de Glera durante a primavera. Atravessa a cidade de Akureyri antes de desaguar no mar em Eyjafjörður.